# Igor Shevchenko
Igor Sergeievich Shevchenko (em russo:  Игорь Сергеевич Шевченко, nascido em Sevastopol ) é um Advogado e Promotor russo da Ucrânia que foi nomeado procurador de Sevastopol, Crimeia, por Vladimir Putin em 2 de maio de 2014.

## Educação
Se formou em segundo lugar da sua turma pela Universidade de Direito Yaroslov em Kharkiv, Ucrânia, se especializando em jurisprudência. 

## Carreira
Em 2001, tornou-se promotor assistente no distrito de Nakhimovsky da cidade de Sebastopol, na Crimeia.  Então, em 2003, ingressou no Ministério Público da cidade de Sebastopol. Em 25 de março de 2014, ele se torna promotor público interino da cidade de Sevastopol por ordem de Yury Chaika, o até então procurador-geral da Rússia.
Em 2 de maio de 2014, ele foi nomeado por Vladimir Putin como o procurador da cidade de Sevastopol. 

## Riqueza
Durante 2014, ele ganhou 1,966 milhão de rublos, equivalente ao salário de 1,9 milhão de rublos de Nataliya Poklonskaya que era a promotora da Crimeia.  Ele é dono de um Volkswagen Passat, dois terrenos e um apartamento em Sevastopol, mas sua propriedade de 1.000 metros quadrados adquirido em 11 de março de 2010 de Sergei Kunitsyn está sob confisco no Tribunal Distrital de Balaklava desde 2018. Este terreno está no Cabo Lermontov, perto do resort "Caravel", mas Sergei Kunitsyn alega que sua assinatura na transferência de terras havia sido forjada. 

## Sanções
Durante 2014, Shevchenko foi colocado sob sanções da União Europeia, pela Suíça e Liechtenstein em maio, sanções canadenses em junho, sanções japonesas em agosto e sanções australianas em setembro por implementar ativamente a anexação de Sebastopol pela Rússia durante a interferência russa na Ucrânia .   